# Championnats d'Europe de triathlon 1988
Navigation
Édition précédente Édition suivante
Les championnats d'Europe de triathlon 1988 sont la quatrième édition des championnats d'Europe de triathlon, une compétition internationale de triathlon sous l'égide de la fédération européenne de ce sport. L'épreuve est constituée de 1 500 mètres de natation, 40 kilomètres de vélo puis 10 kilomètres de course à pied.
Cette édition se tient dans la ville italienne de Venise et elle est remportée par le Néerlandais Rob Barel chez les hommes et par la Britannique Sarah Springman chez les femmes.

## Palmarès

### Hommes
| Rang               | Triathlète       | Temps           |
| ------------------ | ---------------- | --------------- |
| Médaille d'or      | Rob Barel        | 1 h 50 min 23 s |
| Médaille d'argent  | Didier Volckaert | 1 h 51 min 1 s  |
| Médaille de bronze | Jochen Basting   | 1 h 51 min 9 s  |

### Femmes
| Rang               | Triathlète      | Temps          |
| ------------------ | --------------- | -------------- |
| Médaille d'or      | Sarah Springman | 2 h 4 min 53 s |
| Médaille d'argent  | Dolorita Gerber | 2 h 5 min 12 s |
| Médaille de bronze | Pernille Svarre | 2 h 7 min 17 s |